# Cruzcampo
Cruzcampo è un marchio di birra creato a Siviglia nel 1904. Nel 1991 è stato acquistato dalla Guinness Brewing Worldwide e, dal 2000, appartiene alla società olandese di birra Heineken, controllata attraverso la divisione spagnola Heineken España SpA.
Heineken Spagna, produttore di Cruzcampo, ha stabilimenti nelle province di Siviglia, Madrid, Jaén e Valencia.

## Birre del marchio
- Cruzcampo: birra Pilsner con una gradazione del 4,8%.
- Cruzcampo speciale Natale : birra realizzata a Jaén e commercializzata nel periodo di Natale dal 1983.
- Cruzcampo 33cl. "Pilsen e Special: Jaén": birra prodotta esclusivamente a Jaén per sostituire le birre El Alcázar , molto popolari, soprattutto nella parte orientale dell'Andalusia. 19 Cervezas Alcázar fu assorbito da Cruzcampo nel 1985, ma Heineken dovette vendere il marchio nel 2007 per ordine del tribunale della difesa della concorrenza spagnola . Il proprietario della fabbrica di Jaén è ancora Heineken .
- Cruzcampo Light: metà della gradazione(2,4% vol.) Con il 30% in meno di calorie rispetto alla pilsen.
- Shandy Cruzcampo: Negli anni 2000, Cruzcampo ha iniziato a commercializzare una birra con succo di limone e una gradazione allo 0,9%. Nel 2012 anche con succo d'arancia.
- Shandy Cruzcampo Zero: birra con succo di limone senza alcool che è stata venduta nel 2015. È la prima birra al mondo con zero calorie.
- Cruzcampo Gran Riserva: migliore birra Strong Larger ai World Beer Awards 2009
- Cruzcampo Radler: birra con succo di limone naturale che ha iniziato a essere prodotta nel 2013.
- Cruz del Sur: birra offerta da Cruzcampo dal 2001. Il colore della sua etichetta è verde. Damm la criticò per avere un nome troppo simile alla birra Southern Star.
- Cruzcampo Cruzial: birra bionda fatta con luppolo selezionato dalla varietà di perle.